# Mitovi i legende u slobodnom zidarstvu
Mitovi i legende zauzimaju središnje mjesto u slobodnom zidarstvu. Proizašli iz tekstova utemeljitelja ili raznih biblijskih legendi, prisutni su u svim slobodnozidarskim obredima i stupnjevima. Kroz konceptualne parabole, oni slobodnim zidarima služe kao izvori znanja i promišljanja, gdje se povijest često isprepliće s fikcijom. Glavna tematika tih mitova uključuje legendarne priče o gradnji Salomonova hrama, smrti njegova arhitekta Hirama i viteštvu. Neki izvorni mitski motivi, u većoj ili manjoj mjeri te eksplicitno, i dalje su dio simbola koji čine korpus i povijest spekulativnog slobodnog zidarstva. Ipak, neki mitovi nisu ostavili dublji trag, ali se još uvijek mogu pronaći u višim stupnjevima ili simbolici pojedinih rituala. Drugi pak crpe inspiraciju iz srednjovjekovne mašte ili religijskog misticizma, ne opterećujući se povijesnom točnošću kako bi stvorili legendarne veze s nestalim cehovima ili viteškim redovima.

## Mitovi, legende i slobodno zidarstvo
Mitovi i legende u slobodnom zidarstvu predstavljaju temeljne elemente u oblikovanju ideja i osjećaja koji se prenose unutar loža i među slobodnim zidarima. Oni doprinose izražavanju slobodnozidarske tradicije te osiguravaju kontinuitet svakog slobodnog zidara kroz obred, praksu i slobodnozidarsku kulturu. Kao i kod drugih mitologija, važnost i kvaliteta kombinacije elemenata priče često nadilazi same činjenice. Stoga ne postoji jedna jedinstvena ili službena inačica mitova i legendi u slobodnom zidarstvu – njihovo bogatstvo leži upravo u mnoštvu mogućih tumačenja.
Ovi mitovi i legende slijede određeni kronološki narativ, koji se, uz manje ili veće varijacije, temelji na ponavljanju ključnih principa. Tri velika mita čine glavni korpus spekulativnog slobodnog zidarstva. Prvi je mit o gradnji Hrama, koji, iako ne zauzima središnje mjesto, donosi kontinuitet i stabilnost. Drugi je legenda o Hiramu, koja slobodnom zidarstvu pruža mogućnost dosezanja univerzalnih antropoloških ideala te ostaje glavna priča slobodnog zidarstva. Treći je mit o srednjovjekovnom viteštvu, koji promiče ljudske vrijednosti poput solidarnosti, odanosti i vrline.
Glavna poruka svih mitova i legendi je uporaba ciljanih "alata" psihološkog istraživanja, usmjerene prvenstveno na moralno i duhovno samousavršavanje, izgradnju vlastitog karaktera, bratstvo i promišljanje smrti. Mitovi su međusobno povezani i razvijaju se kroz prisutnost herojske figure koja isprva nije spomenuta, ali se otkriva kroz slobodnozidarske rituale. Ta herojska figura simbolično se oživljava tijekom ceremonije inicijacije u prvi stupanj, dok viši stupnjevi produbljuju ovaj proces, uvodeći biblijske junake koji međusobno povezuju stupnjeve. Na taj način mitovi potiču maštu i osobna istraživanja svakog slobodnog zidara.

## Glavni mitovi i legende

### Mit o izgradnji
Mit o izgradnji neraskidivo je povezan sa slobodnim zidarstvom; dio svoje simbolike crpi iz povijesti raznih građevina, stvarnih ili legendarnih, poput piramida, Babilonske kule, Jeruzalemskog hrama ili katedrala. Iako je hram kralja Salomona model koji je usvojen u mitologiji slobodnog zidarstva, gradnja koju prakticiraju spekulativni slobodni zidari dio je šireg pokreta koji je francuski povjesničar Yves Hivert-Messeca 2017. godine nazvao "slobodnozidarski konstruktivizam". Taj konstruktivizam temelji se na principima izgradnje, dekonstrukcije i slobodne ponovne izgradnje – čovjeka ili žene, duhovnog zdanja i boljeg svijeta, sve istovremeno. Mit tako poprima dva komplementarna smjera: jedan epistemološki, filozofski i duhovni, a drugi kulturni, filantropski i kritički. Sa svojom višestrukom i prilagodljivom interpretativnom snagom, ovaj mit nudi niz tumačenja koja se strpljivo mogu razvijati, bilo samostalno ili u zajednici.
Mit o izgradnji ne pojavljuje se u starim dužnostima Rukopisa Regius iz 1390. godine, gdje se kralj Salomon spominje samo jednom. Cookeov rukopis iz 1410. godine, s druge strane, nudi mitološku priču koja je postala temelj operativne legende o Salomonovom hramu. Ova inačica gotovo identično se preuzima u rukopisu Velike loža br. 1 iz 1583. godine i Watsonovom rukopisu iz 1687. godine. Rukopisi Drumfriesa (1710.) i Grahama (1726.) slijede isti obrazac, ali dodaju detalje kako bi naglasili kršćanski karakter i religioznost ovog mitskog pripovijedanja.
U prvom izdanju Andersonovih Konstitucija iz 1723. godine, mit preuzima biblijske elemente, ali predstavlja svrhu gradnje kao izgradnju "mjesta molitve za sve narode", dajući hramu univerzalnu dimenziju koja se povezuje s slobodnozidarskim univerzalizmom. U izdanju iz 1738. godine naglašava se slobodnozidarski karakter mita i gradnje, prikazujući Salomona kao velikog majstora u Jeruzalemu, dok se gradnji i njezinim protagonistima pripisuju brojne vrline. Ovo izdanje koristi biblijske tekstove bez obzira na povijesnu točnost, s ciljem veličanja, isticanja starine i legitimacije.
U 18. stoljeću mit o gradnji hrama slobodnih zidara služio je kao osnova za stvaranje prostora međuvjerske razmjene i rasprave. Konstitucije spominju ideju gradilišta, gdje potraga za navodnim tragovima slobodnog zidarstva i prenošenje daleke tradicije slobodnih zidara, koju su promicali slobodni zidari prve Velike lože Engleske, omogućuju stvaranje jezika sastavljenog od znakova i riječi prepoznavanja. Osim toga, spominje se riječ koja je omogućavala protagonistima gradilišta da se međusobno prepoznaju, surađuju i nastave rad u skladu i harmoniji.

### Legenda o Hiramu
Temeljni mit u slobodnom zidarstvu i vodeća nit majstorskog stupnja pojavio se 1730-ih godina. Legenda o Hiramu u potpunosti je preoblikovala rano slobodno zidarstvo, koje je do tada poznavalo samo dva stupnja, dodajući novu legendu koja je značajno promijenila značenje inicijacije. Brzo je potisnuo prethodni mit o Noi te postao opće prihvaćen u spekulativnom slobodnom zidarstvu.
Lik Hirama i priča koji prati njegovu legendu ne pojavljuju se u izvornim ili prvoj generaciji rukopisa operativnog zidarstva iz 14. stoljeća, poput Regiusa i Cookeovog rukopisa. Spominjanje arhitekta kao "majstora geometrije i vođe svih zidara" pojavljuje se tek u rukopisima druge generacije, poput rukopisa Velike loža br. 1, ali njegov identitet nije jasno definiran. Postavljene su razne hipoteze kako bi se objasnile ove razlike – od jednostavne pravopisne pogreške prepisivača tekstova, do korupcije izvorne legende o Hiramu i njezine ponovne uspostave tijekom 18. stoljeća.
Godine 1723. prvo izdanje Andersonovih Konstitucija spominje "princa arhitekata" po imenu Hiram Abiff. Ovo imenovanje povezano je s uvođenjem majstorskog stupnja, temeljenog na liku Hirama, koji se pojavljuje u rukopisima starih dužnosti obitelji Spencer, osobito između 1725. i 1729. godine.
Iako je teško precizno utvrditi izvore legende, povjesničari 21. stoljeća općenito smatraju da je riječ o složenom mitu, sastavljenom od nekoliko priča temeljenih na Bibliji. Prva priča govori o sinovima Noe koji su pokušali preuzeti očevu ulogu kako bi otkrili njegovu tajnu; druga o Besalelu, majstoru graditeljstva, i njegovu poučavanju tajnama gradnje koje je prenio na dva kraljeva sina; treća o kralju Salomonu i izgradnji hrama, gdje se arhitekt Hiram pojavljuje kao sin Tirca i udovice iz plemena Naftali. Prva priča potječe iz Grahamova rukopisa, prvog teksta koji spominje pronalazak tijela i tajne izgubljene smrću njezina nositelja. Druga opisuje izvanredne talente i vrline Besaleela, čije su tajne graditeljstva trebale ostati "pohranjene u srcu". Treća priča prikazuje Hirama kao najmudrijeg nadglednika i prenositelja znakova koji su zidarima davali prava. Kombinacija ovih triju priča gotovo u cijelosti čini legendu o Hiramu, kakva je prikazana u knjizi Samuela Pricharda La Maçonnerie disséquée iz 1730. godine.
Mit i legenda o Hiramu značajno se razlikuju od drugih slobodnozidarskih mitova ili legendi o graditeljstvu, koje se mijenjaju i prilagođavaju vremenu i okolnostima. Hiramov mit čini se kao svjesna konstrukcija osmišljena kako bi strukturirala novi stupanj, potaknula aristokratskiji tip slobodnog zidarstva te razvila novu i drukčiju viziju slobodnog zidarstva. Prema francuskom povjesničaru Rogeru Dachezu, ovaj mit predstavljao je znanstveni i politički instrument mlade i prve Velike lože Engleske. Donio je ritualima iste inovacije i književne kvalitete koje su Andersonove Konstitucije donijele prilikom utemeljenja obedijencijalnog slobodnog zidarstva, oba djela proizašla iz istog pokreta.

### Legenda o viteštvu
Iako se viteški legenda primarno razvila u Francuskoj, prvi put se pojavila u Andersonovim Konstitucijama iz 1723. godine. U kratkom odlomku, Anderson je uspostavio poveznicu između viteštva i slobodnog zidarstva.
Kroz proces integracije, koji povjesničari povezuju s razvojem viteštva od govora škotskog viteza Andrewa Michaela Ramsaya 1736. godine, staro viteštvo postalo je temeljna legenda u slobodnom zidarstvu. Mač, vrpca i ceremonija inicijacije izravni su nasljednici viteštva, gdje bratstvo u oružju odražava bratstvo unutar lože. Od 1740. godine broj viteških stupnjeva značajno se povećao. Viteška legenda, kroz ovu mitsku povezanost, ukorjenjuje novonastalo slobodno zidarstvo u obliku drevne legitimnosti, pripisujući slobodnom zidarstvu i viteštvu stare povijesne korijene. Ova legenda također pruža putokaz za slobodne zidare koji žele povezati djelovanje i duhovnost.
Od druge polovice 18. stoljeća viteški mit dobiva ključnu važnost u slobodnom zidarstvu, osobito u njezinim višim stupnjevima. Na vrhuncu doba prosvjetiteljstva, kada je racionalizam polako osvajao sve veći prostor, ova legenda se doživljavala kao pokret za ponovnu sakralizaciju vjere, prožeta različitim strujama misticizma, kršćanstva i okultizma. Prilagodba viteških legendi bila je olakšana izvornim obredima, poput srednjovjekovnog rituala inicijacije, koji su u potpunosti usvojeni u nekim viteškim stupnjevima u slobodnom zidarstuv. U Francuskoj, najstariji potvrđeni stupanj koji koristi vitešku legendu je "vitez istoka", a datira iz 1748. godine. Legendarna priča ovog stupnja usredotočena je na obnovu Drugog hrama, s krajnjom svrhom u 18. stoljeću kao dijelom slobodnozidarskog puta i duhovnog razvoja.
Ova legenda prikazuje viteza zidara kao radnika koji tvrdi da je povezan s klesarima i graditeljima katedrala, sugerirajući da sada radi "s mačem u jednoj ruci i lopaticom u drugoj", prema uzoru na 3. red Francuskog obreda. U toj dvostrukoj ulozi predstavlja se kao borac zabrinut za sudbinu svijeta, ali i kao tragač za duhovnošću. Ukorijenjen je u idealu uzvišene prošlosti i usmjeren prema boljoj budućnosti, sažimajući svoje djelovanje u dijalektici između tradicije i napretka. Međutim, njegov odmak od izvornog operativnog i radničkog nasljeđa manje je uzvišen. Umjesto toga, bliži je modelu u kojem pravila i pompa religijskog i vojnog reda dodaju dodatni prestiž i mogućnosti laskanja, a ponekad i taštine, nekolicini aristokrata i uglednika koji lako postižu pristup stupnjevima koji ga simboliziraju.